# Nazionale maschile under 19 di football americano della Nuova Zelanda
La nazionale di football americano Under-19 della Nuova Zelanda è la selezione maschile di football americano della NZAFF, che rappresenta la Nuova Zelanda nelle varie competizioni ufficiali o amichevoli riservate a squadre nazionali Under-19.

## Risultati
Legenda: Grassetto: Risultato migliore, Corsivo: Mancate partecipazioni

## Dettaglio stagioni

### Tornei

#### Campionato mondiale

##### Fase finale
| Stagione | regular season | regular season | regular season | regular season | regular season | regular season | playoff | playoff | playoff | playoff | playoff | playoff      | playoff    |
|          | Vin            | Par            | Per            | Tot            | PF             | PS             | Vin     | Per     | Tot     | PF      | PS      | risultato    | avversaria |
| -------- | -------------- | -------------- | -------------- | -------------- | -------------- | -------------- | ------- | ------- | ------- | ------- | ------- | ------------ | ---------- |
| 2009     |                |                |                |                |                |                | 0       | 3       | 3       | 13      | 141     | Ottavo posto | Francia    |
| Totale   |                |                |                |                |                |                | 0       | 3       | 3       | 13      | 141     |              |            |

Fonte: idrottonline.se

##### Qualificazioni
| Stagione | regular season | regular season | regular season | regular season | regular season | regular season | playoff | playoff | playoff | playoff | playoff | playoff   | playoff    |
|          | Vin            | Par            | Per            | Tot            | PF             | PS             | Vin     | Per     | Tot     | PF      | PS      | risultato | avversaria |
| -------- | -------------- | -------------- | -------------- | -------------- | -------------- | -------------- | ------- | ------- | ------- | ------- | ------- | --------- | ---------- |
| 2009     |                |                |                |                |                |                | 1       | 0       | 1       | 12      | 7       |           | Australia  |
| Totale   |                |                |                |                |                |                | 1       | 0       | 1       | 12      | 7       |           |            |

Fonte: idrottonline.se

#### Oceania Bowl
| Stagione | regular season | regular season | regular season | regular season | regular season | regular season | playoff | playoff | playoff | playoff | playoff | playoff       | playoff    |
|          | Vin            | Par            | Per            | Tot            | PF             | PS             | Vin     | Per     | Tot     | PF      | PS      | risultato     | avversaria |
| -------- | -------------- | -------------- | -------------- | -------------- | -------------- | -------------- | ------- | ------- | ------- | ------- | ------- | ------------- | ---------- |
| 2015     |                |                |                |                |                |                | 0       | 1       | 1       | 7       | 13      | Secondo posto | Australia  |
| Totale   |                |                |                |                |                |                | 0       | 1       | 1       | 7       | 13      |               |            |

Fonte: idrottonline.se

### Riepilogo partite disputate
| Anno | Luogo         | Evento       | Fase del torneo             | Incontro                  | Risultato |
| 2009 | Canberra      | Mondiale     | Qualificazioni              | Australia - Nuova Zelanda | 7 - 12    |
| 2009 | Canton        | Mondiale     | Quarti di finale            | Canada - Nuova Zelanda    | 55 - 0    |
| 2009 | Canton        | Mondiale     | Primo turno di consolazione | Nuova Zelanda - Germania  | 7 - 52    |
| 2009 | Canton        | Mondiale     | Finale 7º - 8º posto        | Francia - Nuova Zelanda   | 34 - 6    |
| 2015 | Kawana Waters | Oceania Bowl | Finale                      | Australia - Nuova Zelanda | 13 - 7    |

## Confronti con le altre nazionali
Questi sono i saldi della Nuova Zelanda nei confronti delle nazionali incontrate.

### Saldo in pareggio
| Nazionale | Giocate | Vinte | Pareggiate | Perse | PF | PS | Ultima vittoria | Ultimo pari | Ultima sconfitta |
| --------- | ------- | ----- | ---------- | ----- | -- | -- | --------------- | ----------- | ---------------- |
| Australia | 2       | 1     | 0          | 1     | 19 | 20 | 2009            | -           | 2015             |

### Saldo negativo
| Nazionale | Giocate | Vinte | Pareggiate | Perse | PF | PS | Ultima vittoria | Ultimo pari | Ultima sconfitta |
| --------- | ------- | ----- | ---------- | ----- | -- | -- | --------------- | ----------- | ---------------- |
| Francia   | 1       | 0     | 0          | 1     | 6  | 34 | -               | -           | 2009             |
| Germania  | 1       | 0     | 0          | 1     | 7  | 52 | -               | -           | 2009             |
| Canada    | 1       | 0     | 0          | 1     | 0  | 55 | -               | -           | 2009             |